# Fronteira Guiana–Venezuela
A fronteira entre a Guiana e a Venezuela é uma linha sinuosa de 743 km de extensão, sentido norte-sul, que separa o leste da Venezuela do território da Guiana. Se estende desde o norte, litoral do Mar do Caribe (Oceano Atlântico), e a tríplice fronteira Guiana-Brasil–Venezuela (estado de Roraima), quase no paralelo 5 N.
Separa as regiões Barima–Waini, Cuyuni–Mazaruni, Potaro–Siparuni da Guiana dos estados venezuelanos de Delta Amacuro e Bolívar.
Eis algumas circunstâncias que formaram a fronteira:
- A Guiana (antiga Guiana Inglesa) junto com Suriname eram uma única colônia dos Países Baixos desde o século XVII. No início do século XIX, a Guiana foi tomada pelos ingleses.
- A Venezuela já formou, juntamente com Equador e Colômbia, a Grã-Colômbia, nação que obteve a independência da Espanha em 1819. Em 1830 essa federação se desfez, dando origem aos três países.
- A disputa conhecida como Linha Schomburgk